# Headbone Interactive
Headbone Interactive war eine Firma für Computerspiele und Fernsehserien für Kinder. Sie befand sich in Seattle in Washington und wurde von 1993 bis 1994 von den Eheleuten Susan Lammers und Walter Euyang gegründet. Im Jahr 2001 wurde die Firma aufgelöst, nachdem sie die Rechte der Verbreitung ihrer CD-ROMs an die Software Brøderbund abgegeben hatte. Das Firmenlogo ist eine Stehlampe, welche am Anfang der Computerspiele angeschaltet erscheint, nachdem wie bei einer Slot-Maschine Bildausschnitte des Spiels gezeigt werden.

## Geschichte
Im Jahre 1995 veröffentlichten Susan Lammers und Walter Euyang das Spiel Elroy jagt den Technokäfer. In diesem Spiel sind ein Junge mit roter Kappe namens Elroy und ein blauer gefleckter FBI-Spürhund namens Blue auf der Suche nach einem Wunderkäfer namens Technolopterus und wollen einen Insektenwettbewerb namens Insektiade meistern. Darauf wurde im selben Jahr die Softwarekollektion Die Kichererbsenbande erschaffen. Hierbei handelt es sich um eine Computerspielreihe, in welcher ein Papagei namens Pia, ein Frosch namens Pogg, ein Schwein namens Wilma, ein Affe namens Susi und ein Waschbär namens Chester große Abenteuer erleben. Die Spielreihe beinhaltet die Spiele Hi-Ha-Hosenland, Bauer Bonks Buchstabenhof, Die Zahlenstadt und Die Kichererbsenbande auf Weltreise. In dieser Spielreihe werden verschiedenste Orte bereist und dabei Rätselspiele gespielt. Dabei werden beispielsweise auf Bildern Sachen gesucht, mit Hilfe von Mischapparaturen neue Dinge kreiert oder Entscheidungen im Verlauf von erzählten Geschichten getroffen. Danach kam im Jahre 1996 das Spiel Elroy auf Ganovenjagd heraus. In jenem Spiel sucht Elroy nach seinem verschollenen Hund, befreit ihn aus den Fängen einer kriminellen Bande, wird von Gangstern verfolgt und hindert am Ende die gesamte Organisation an einem großen Raub. Sowohl die Reihe Elroy als auch die Reihe Die Kichererbsenbande wurde in deutscher Version im Verlag Ravensburger veröffentlicht. Im Jahre 1997 wurde die kreative Webseite The Headbone Zone erstellt. Diese Webseite war ein Onlinetreffpunkt mit einer großen Auswahl an Internet-Research-Adventures und wurde in etlichen Klassenzimmern eingesetzt. Schließlich wurde das CD-ROM-Geschäft im Jahre 1998 von Headbone Interactive verlassen. Im selben Jahr wurde von dieser Firma das Projekt Headbone Television hervorgebracht und die Firma produzierte eigene Fernsehserien. Wenige Monate später wurde Headbone Interactive von ihrer Gründerin Susan Lammers verlassen. Im Jahre 1999 wurden die von Headbone Interactive produzierten Fernsehserien Fidgetmore Academy auf dem Kanal Fox Family und Hugo takes a D-Tour auf dem Kanal Discovery Kids ausgestrahlt. Am Ende wurde Headbone im Jahre 2000 an die Firma Bonus.com verkauft und es erfolgte eine Auflösung.

## Auszeichnungen
PC Gamer US benannte Elroy Goes Bugzerk als das "Best Educational Product" des Jahres 1995. Auch MacUser nominierte das Spiel für die Auszeichnung als beste Software für Kinder im Jahr 1995.

## Computerspiele
1995:
- Elroy jagt den Technokäfer
- Die Kichererbsenbande: Hi-Ha-Hosenland
- Die Kichererbsenbande: Bauer Bonks Buchstabenhof

1996:
- Elroy’s Costume Closet
- Elroy auf Ganovenjagd
- Die Kichererbsenbande: Die Zahlenstadt[3]
- Iz and Auggie: Escape from Dimension Q

1997:
- Die Kichererbsenbande: Auf Weltreise